# Xã Union, Quận Tioga, Pennsylvania
Xã Union (tiếng Anh: Union Township) là một xã thuộc quận Tioga, tiểu bang Pennsylvania, Hoa Kỳ. Năm 2010, dân số của xã này là 1.000 người.